# 1936年のラジオ (日本)
1936年のラジオ (日本)では、1936年の日本のラジオ番組、その他ラジオ界の動向について記す。

## 主な番組関連の出来事
- 2月9日 - 名古屋中央放送局、東京巨人軍対名古屋金鯱軍の試合（鳴海球場）をローカル放送（初のプロ野球中継）。
- 2月26日～2月29日 - 二・二六事件発生に際し、東京中央放送局は26日20時35分以降、臨時ニュースを随時挿入する態勢をとり、戒厳司令部が置かれた軍人会館に設けた臨時放送室から、民間人の避難指示や「市民心得」などの司令部発表を逐一放送した。29日には終日報道特別番組を編成し、同日8時48分、中村茂アナウンサーによる「兵に告ぐ」と題した帰順勧告が放送された[1]。

## 主なその他ラジオ関連の出来事
- 7月1日 - 日本放送協会、東京中央放送局の増力計画にともなう混信対策に備え、各地の周波数を大幅に変更。当の東京中央放送局は第一放送と第二放送の周波数を入れ替え[2][3][4]。
- 7月12日 - 日本放送協会初代会長の岩原謙三が狭心症のため東京府東京市芝区葺手町（現在の東京都港区虎ノ門）の自邸で死去（74歳没）[5]。
- 11月22日 - 日本放送協会が帯広で放送開始。
- 11月30日 - 日本放送協会が山形で放送開始。
- 12月14日 - 日本放送協会が鳥取で放送開始。

## 主な放送番組

### 開始番組

#### 1936年2月放送開始
名古屋中央放送局
- 9日 - 職業野球試合[6]

#### 1936年4月放送開始
東京中央放送局第1放送
- 13日 - 生活改善講座[6]

東京中央放送局第2放送
- 6日 - 勤労青年の時間[6]

大阪中央放送局
- 29日 - 新歌謡曲

#### 1936年6月放送開始
大阪中央放送局
- 1日 - 国民歌謡（前述の「新歌謡曲」より改題）[6]